# Hans van Swol

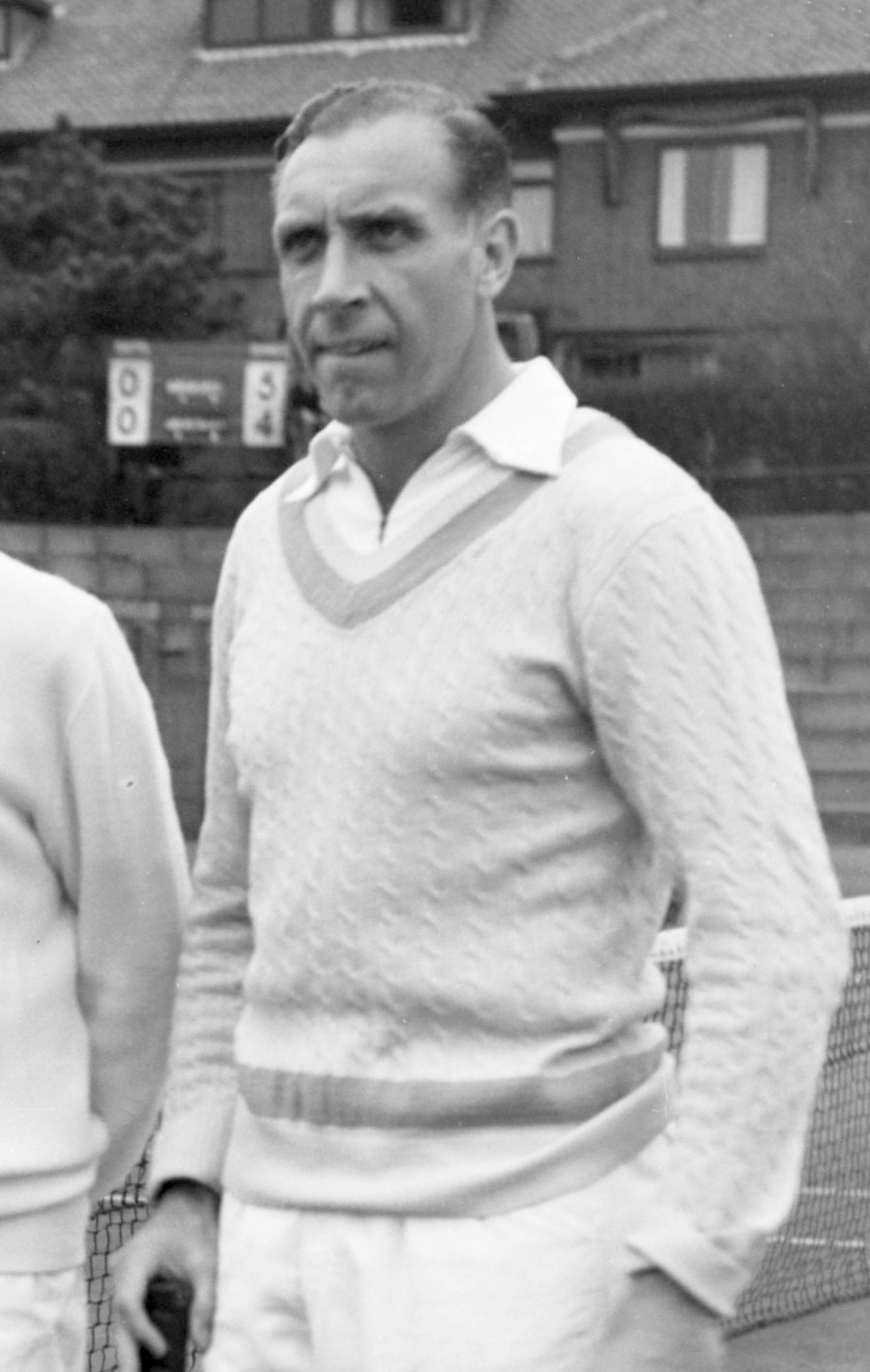
Hans van Swol in 1953

Albertus Christiaan (Hans) van Swol (Amsterdam, 22 augustus 1914 – aldaar, 30 mei 2010) was een Nederlands tennisser en arts. Hij is vijfvoudig Nederlands kampioen in het enkelspel (1938, 1940, 1941, 1948 en 1949). Ook speelde hij in het Nederlands rugbyteam. In 1956 werd hij de eerste Nederlandse televisiedokter.

## Carrière
Van Swol beoefende naast tennis en rugby ook honkbal, voetbal, basketball bij de AMVJ, roeien en schoonspringen. In 1934 speelde hij in het Nederlands rugbyteam. In de jaren erna brak hij door als tennisser. Aanvankelijk moest hij het nog afleggen tegen Henk Timmer en Tod Hughan, zijn dubbelspelpartner. In 1938 werd hij voor het eerst Nederlands kampioen, na winst op diezelfde Hughan. Ook in 1940 en in 1941 wist Van Swol het enkelspel te winnen. Op het hoogtepunt werd zijn carrière door de Tweede Wereldoorlog onderbroken. Van Swol, die joodse onderduikers in zijn huis had opgenomen, weigerde nog te spelen met Hughan die zich had aangesloten bij de NSB. Hij werd vervolgens door de tennisbond geschorst en meldde zich aan bij voetbalclub AFC.
In de jaren na de oorlog maakte Van Swol zijn rentree op het tennisveld. In 1946 bereikte hij de laatste zestien op Wimbledon. In 1948 en 1949 werd hij opnieuw Nederlands kampioen. Naast de successen in het enkelspel behaalde Van Swol zeven Nederlandse dubbeltitels. Hij kwam diverse keren voor Nederland in de Davis Cup uit. De laatste keer in 1955, toen hij de 40 reeds was gepasseerd. Tot 1960 speelde hij op het Nederlands kampioenschap in het dubbelspel, samen met zijn vaste partner Ivo Rinkel. Door een blessure aan de schouder moest hij zijn sportcarrière stoppen.
Van Swol was ondertussen werkzaam als revalidatiearts in Engeland. Van 1956 tot 1964 presenteerde hij het televisieprogramma Ziek zijn - Beter worden voor de VPRO, waarin veelvoorkomende aandoeningen werden besproken en kijkersvragen beantwoord. Later was hij presentator van het programma Spreekuur. Vanaf 1971 presenteerde hij voor de AVRO het programma Sex in wording, waarin seksuele voorlichting werd gegeven aan tieners. Hij verzorgde commentaar voor de radio en televisie bij tennis- en rugbywedstrijden en was geregeld te zien in medische programma's.

## Persoonlijk
Toen hij in 1957 een liefdadigheidsconcert voor poliopatiëntjes wilde organiseren, ontmoette hij operaster Gré Brouwenstijn. De twee traden later dat jaar in het huwelijk. Voor Van Swol was dit zijn derde huwelijk. Met Brouwenstijn bleef hij samen tot haar dood in 1999. Hij is de stiefvader van cardioloog Jan-Paul van Mantgem, geboren uit een eerder huwelijk van Brouwenstijn. Van Mantgem was als arts verbonden aan de Rabobankwielerploeg.

## A.C. van Swol-beker
Van Swol wordt in de Nederlandse tenniswereld geëerd met de naar hem genoemde A.C. van Swol-beker, voor het grootste nationale tennistalent onder de zeventien jaar. In 2003 reikte hij deze beker persoonlijk uit aan Michaëlla Krajicek.

## Resultaten
| Legenda | Legenda                          |
| ------- | -------------------------------- |
| g.t.    | geen toernooi gehouden           |
| l.c.    | lagere categorie                 |
| –       | niet deelgenomen                 |
| G       | uitgeschakeld in de groepsfase   |
| 1R      | uitgeschakeld in de eerste ronde |
| 2R      | uitgeschakeld in de tweede ronde |
| 3R      | uitgeschakeld in de derde ronde  |
| 4R      | uitgeschakeld in de vierde ronde |
| KF      | uitgeschakeld in de kwartfinale  |
| HF      | uitgeschakeld in de halve finale |
| F       | de finale verloren               |
| W       | het toernooi gewonnen            |
| w-v     | winst/verlies-balans             |

Prestatietabel tennis (grand slams in het enkelspel):
| Toernooi        | 1936 | 1937 | 1938 | 1939 | 1946 | 1947 | 1948 | 1949 | 1950 | 1951 | 1952 |
| --------------- | ---- | ---- | ---- | ---- | ---- | ---- | ---- | ---- | ---- | ---- | ---- |
| Australian Open | –    | –    | –    | –    | –    | –    | –    | –    | –    | –    | –    |
| Roland Garros   | –    | 3R   | 2R   | 2R   | –    | –    | –    | –    | –    | 2R   | –    |
| Wimbledon       | 2R   | 2R   | 1R   | –    | 4R   | 1R   | 4R   | 4R   | 4R   | 4R   | 3R   |
| US Open         | –    | –    | –    | –    | –    | –    | –    | –    | –    | –    | –    |